# Gymnobucco bonapartei
Gymnobucco bonapartei е вид птица от семейство Lybiidae.

## Разпространение
Видът е разпространен в Габон, Екваториална Гвинея, Камерун, Демократична република Конго, Република Конго и Централноафриканската република.